# Сигал, Вивьен
Вивьен Соня Сигал (англ. Vivienne Sonia Segal; 19 апреля 1897, Филадельфия, Пенсильвания — 29 декабря 1992, Беверли-Хиллз, Калифорния) — американская актриса и певица.

## Биография
Сигал родилась 19 апреля 1897 года в Филадельфии, штат Пенсильвания в еврейской семье Бернарда Сигала, врача, и Паулы (урожденной Хан) Сигал. Вивьен была старшей дочерью. Мать всегда поощряла увлечение девочек искусством. В некрологе The Guardian сообщалось, что её отец «специально написал оперу для местного театра, чтобы дать ей возможность петь».
Карьера Сигал началась, когда ей было 15 лет. Нна начала выступать с Филадельфийским оперным обществом. Её бродвейский дебют состоялся в спектакле «Голубой рай» (1915), постановке, которую написал её отец. В 1924 и 1925 годах она была участницей постановки «Безумства Зигфелда». Она также была исполнителем в радиопрограмме «Аккордеона» на CBS в 1934 году.
Одной из самых заметных её работ стала роль Веры Симпсон в мюзикле Ричарда Роджерса и Лоренца Харта «Приятель Джои», где она исполняла песню «Bewitched, Bothered and Bewildered». Она играла в оригинальной постановке в театре Этель Бэрримор 25 декабря 1940 года вместе с Джином Келли и Джун Хэвок. В 1943 году она играла роль Морганы ле Фей в мюзикле «Янки из Коннектикута», где исполняла песню «To Keep My Love Alive» Лоренца Харта, которую он написал специально для неё.
В 1950 году актёры оригинальной постановки «Приятель Джои», в том числе и Сигал, приняли участие в студийной записи спектакля, польскому в 1940 году этого сделано не было. В 1952 году она вновь возвращается к роли Веры Симпсон в постановке на Бродвее. За своё исполнение актриса получила премию Donaldson Award.
Свою последнюю роль она сыграла в 1966 году в телесериале «Перри Мейсон», более на сцене или экранах не появлялась.
Сигал умерла в Беверли-Хиллз, Калифорния от сердечной недостаточности 29 декабря 1992 года в возрасте 95 лет. Она была похоронена на Вествудском кладбище в Лос-Анджелесе.

## Личная жизнь
В 1923 году Сигал вышла замуж за актёра Роберта Эймса, но через три года брак распался. В 1950 году она вышла замуж во второй раз, за исполнительного продюсера телевидения Хаббла Робинсона-младшего. Оба брака были бездетными.